# Vredesonderzoek
Vredesonderzoek bestudeert conflicten met als expliciet doel om de voorwaarden te ontdekken die nodig zijn voor duurzame vrede tussen staten, volkeren en mensen. Veelal worden machtsconstellaties en hun belangen in hun wisselwerking inzichtelijk gemaakt en worden partijen opgeroepen de beste politieke keuzes te maken voor vrede en mensenrechten.
Vredesonderzoek wordt niet als een aparte wetenschap gezien. Onder meer historici, sociologen, politicologen en economen houden zich ermee bezig.